# Une Vente
Une Vente is een kort verhaal van Guy de Maupassant, gepubliceerd in 1884.

## Het verhaal
Anne-Marie Brument klaagt haar echtgenoot Césaire-Isidore Brument en Prosper-Napoléon Cornu aan voor poging tot verdrinking. Ze vertelde dat ze voor twaalf stuivers een regenton met water moest vullen en zichzelf moest uitkleden.
Na het uitkleden, probeerden haar echtgenoot en Cornu haar te verdrinken. Na haar verhaal kwam Cornu aan de beurt. 
Hij vertelde dat Brument hem zijn vrouw had verkocht en dat voor tweehonderdvijftig franc per kubieke meter. Om erachter te komen hoeveel kubieke meter mevrouw Brument had, moest ze in een ton met water kopje onder gaan.

## Informatie
Het verhaal werd de eerste maal gepubliceerd op 22 februari 1882 in de krant Gil Blas. In 1888 verscheen het verhaal in de bundel Le Rosier de Mme Husson.